# Dominant-dominé
Dominant-dominé est une expression utilisée pour qualifier une relation humaine (amoureuse ou professionnelle par exemple), ou relation entre animaux dans laquelle, à la suite d'une confrontation ou non, l'un des protagonistes va s'effacer devant l'autre ou se soumettre.

## Dominant-dominé dans le couple
Selon Paule Salomon, la relation dominant-dominé « structure notre société et se retrouve dans le couple (...) le dominant-dominé nous plonge au cœur des structures sociales, car nous sommes obligés de reconnaître que depuis des millénaires la société s'est structurée au masculin ». Mais cette relation, où l'un des deux cherche et parvient à dominer l'autre, n'aurait, selon elle, pas que des aspects négatifs et pourrait se résoudre dans une formule : « dans les domaines que tu connais le mieux, c'est toi qui m'enseignes, et dans les domaines que je connais le mieux, c'est moi qui t'enseigne ».
Suzanne Arcand, perçoit trois dynamiques dans ce qu'elle appelle la « tentative de contrôle » au sein de la « domination conjugale ». Elle parle d'une dynamique fonctionnelle quand le dominant établit sa position, de dynamique permanente, quand le dominant ne reçoit pas d'opposition des réseaux sociaux, et de dynamique chaotique, quand le dominant se radicalise alors qu'il est confronté aux échecs ou aux sanctions, et que la violence commence à se manifester.